# 2MASS J01473344+3453112
2MASS J01473344+3453112 ist ein Brauner Zwerg im Sternbild Dreieck. Er wurde 1999 von J. Davy Kirkpatrick et al. entdeckt und gehört der Spektralklasse L0,5 an.